# 蒂芬河
蒂芬河（德語：Tiefenbach，發音：[ˈtiːfn̩bax]）是德國的河流，位於該國東南部，由巴伐利亞負責管轄，屬於莫斯河的支流，河道全長2.9公里，流域面積2.9平方公里，流經羅森海姆縣。
蒂芬河长约 2.9 公里，坡度约为 84 米，因此平均底部坡度为 25 ‰。